# Römisch-katholische Landeskirche des Kantons Bern
Die Römisch-katholische Landeskirche des Kantons Bern (französisch Église nationale catholique romaine du canton de Berne) ist eine staatskirchenrechtlich begründete Körperschaft des öffentlichen Rechts und als solche Vertretung der römisch-katholischen Einwohner des Kantons Bern. Das gesamte Territorium der Landeskirche liegt im Bereich des Bistums Basel. Die Landeskirche ist Mitglied in der Römisch-Katholischen Zentralkonferenz der Schweiz.

## Geschichte
Nach der Einführung der Reformation im Kanton Bern war die katholische Messe im Kantonsgebiet bis 1799 verboten. Danach gab es einen Duldungsstatus für die katholische Religionsausübung, jedoch keine rechtliche Gleichstellung mit der reformierten Landeskirche. Der Schweizer Kulturkampf verzögerte Schritte in dieser Richtung. Erst eine Volksabstimmung im Jahr 1979 ermöglichte die Schaffung der römisch-katholischen Kantonalkirche als Körperschaft des öffentlichen Rechts. Die Konstituierung erfolgte 1982.

## Struktur

### Übersicht
Die römisch-katholische Berner Landeskirche verfügt über folgende Organe:
- die Stimmberechtigten, das heisst die Gesamtheit der stimmberechtigten römisch-katholischen Kantonseinwohner
- das Landeskirchenparlament
- der Landeskirchenrat
- der Generalsekretär und das zur Vertretung der Landeskirche befugte weitere Personal
- die Revisionsstelle

### Landeskirchenparlament
Das Landeskirchenparlament ist die Legislative der Landeskirche. Es ist die oberste Behörde der Landeskirche und übt die Oberaufsicht über den Landeskirchenrat und die Verwaltung der Landeskirche aus. Die Mitglieder des Parlaments (Abgeordnete) werden von den stimmberechtigten Mitgliedern der Kirchgemeinden für eine Amtsdauer von je vier Jahren gewählt. Die Anzahl der Abgeordneten pro Kirchgemeinde berechnet sich aus deren Mitgliederzahl (ein Abgeordneter pro 3000 Mitglieder oder einen verbleibenden Bruchteil davon). Aktuell besteht das Parlament aus 59 Abgeordneten.

### Landeskirchenrat
Der Landeskirchenrat ist die Exekutive der Landeskirche. Er ist oberstes Vollzugs-, Aufsichts- und Verwaltungsorgan und vertritt die Landeskirche nach aussen. Die sieben Mitglieder des Landeskirchenrates werden für eine Amtsdauer von je vier Jahren durch das Landeskirchenparlament gewählt. Eine Vertretung des Bistums Basel (Bistumsregion St. Verena) und die Generalsekretärin oder der Generalsekretär nehmen an den Sitzungen des Rates mit beratender Stimme und Antragsrecht teil.
Derzeitige Präsidentin des Landeskirchenrates ist Marie-Louise Beyeler. Sie wurde am 21. August 2020 durch das Landeskirchenparlament gewählt.

### Generalsekretariat
Das Generalsekretariat der Landeskirche hat seinen Sitz seit März 2015 in Bern. Zuvor war es in Biel angesiedelt.

### Fachstellen
Die Landeskirche unterhält folgende Fachstellen:
- Fachstelle Pastorale Bereiche[7]
- Fachstelle Religionspädagogik[8]
- Jubla (Jungwacht Blauring)[9]
- Katholische Hochschulseelsorge (aki)[10]

### Fremdsprachige Missionen
Die Kommission der anderssprachigen Gemeinschaften vertritt die Anliegen der fremdsprachigen Kirchenmitglieder im Landeskirchenparlament.
Die Landeskirche trägt folgende fremdsprachige Missionen strukturell und finanziell:
- Portugiesischsprachige Mission[12]
- Kroatenmission

Zudem werden folgende Missionen und Gemeinschaften von der Landeskirche finanziert:
- Polnische Mission
- Englischsprachige Gemeinschaft[13]
- Albanische Mission